# Дні затемнення
«Дні затемнення» (рос. «Дни затмения») — російський радянський фантастичний фільм 1988 року, поставлений режисером Олександром Сокуровим за по сценарієм Юрія Арабова за участю Петра Кадочникова та Аркадія і Бориса Стругацьких, за мотивами їхнього твору — «За мільярд років до кінця світу».
У 2000 року фільм «Дні затемнення» був включений до списку ста найкращих фільмів за всю історію вітчизняного кінематографу за версією гільдії кінокритиків Росії.

## Сюжет
Головні діючі особи стрічки — геолог Вечеровський, військовий інженер Сніговий і головний герой, дитячий лікар Дмитро Малянов, що потрапив в украй чуже для нього середовище та вороже налаштоване до нього глухе туркменське місто, майже село. Як лікар, він щодня стикається з багатьма людьми та незрозумілою для нього, майже «варварською» азійською дійсністю. Навколо халупи, руїни, злиденні будинки з глини і фанери, запорошені путівці, обличчя без виразів і смислу.
Оповідь ведеться в напів-документальній манері, де змішані чорно-білі (у тоні сепії) і кольорові кадри, що іноді плавно змінюють колір, показано життя позаштатного містечка в Туркменії (зйомки відбувалися в рідному місті Сокурова, Красноводську) на березі Каспійського моря. Навколо головного героя десятки хворих дітей, страхітливі картини психіатричної клініки серед випаленої пустелі: людської і реальної. Дія відбувається на тлі густого змішання звуків (характерного для ранніх робіт Сокурова), постійно в дію стрічки втручається ретрансляція радіо, симфонічна музика і багатоголосе мовлення найрізноманітнішими і несподіваними мовами світу.
Часом лікар ще намагається щось писати й неначе навіть лікує дітей, але схоже, що сенс життя для нього втрачений, а кінець світу в цьому покинутому кутку вже давно настав. Впродовж фільму постійно втискуються довгі монологи героїв, що зупиняють розвиток сюжету. Потім слідує поява хворого хлопчика (чи то янгола, чи то примари), що ставить недитячі питання і, нарешті, наприкінці фільму вознесіння янгола-хранителя Малянова.

## У ролях
| • Олексій Ананішнов    | … | Дмитро Малянов, лікар        |
| • Володимир Заманський | … | Сніговий, військовий інженер |
| • Ірина Соколова       | … | сестра Дмитра Малянова       |
| • Ескендер Умаров      | … | Вечеровський, геолог         |
| • Кирило Дудкін        | … | Глухов                       |
| • Віктор Бєловольский  | … | Губарь                       |
| • Олексій Янковський   | … | водій Снігового              |
| • Сергій Крилов        | … | хлопчик                      |

## Виробництво

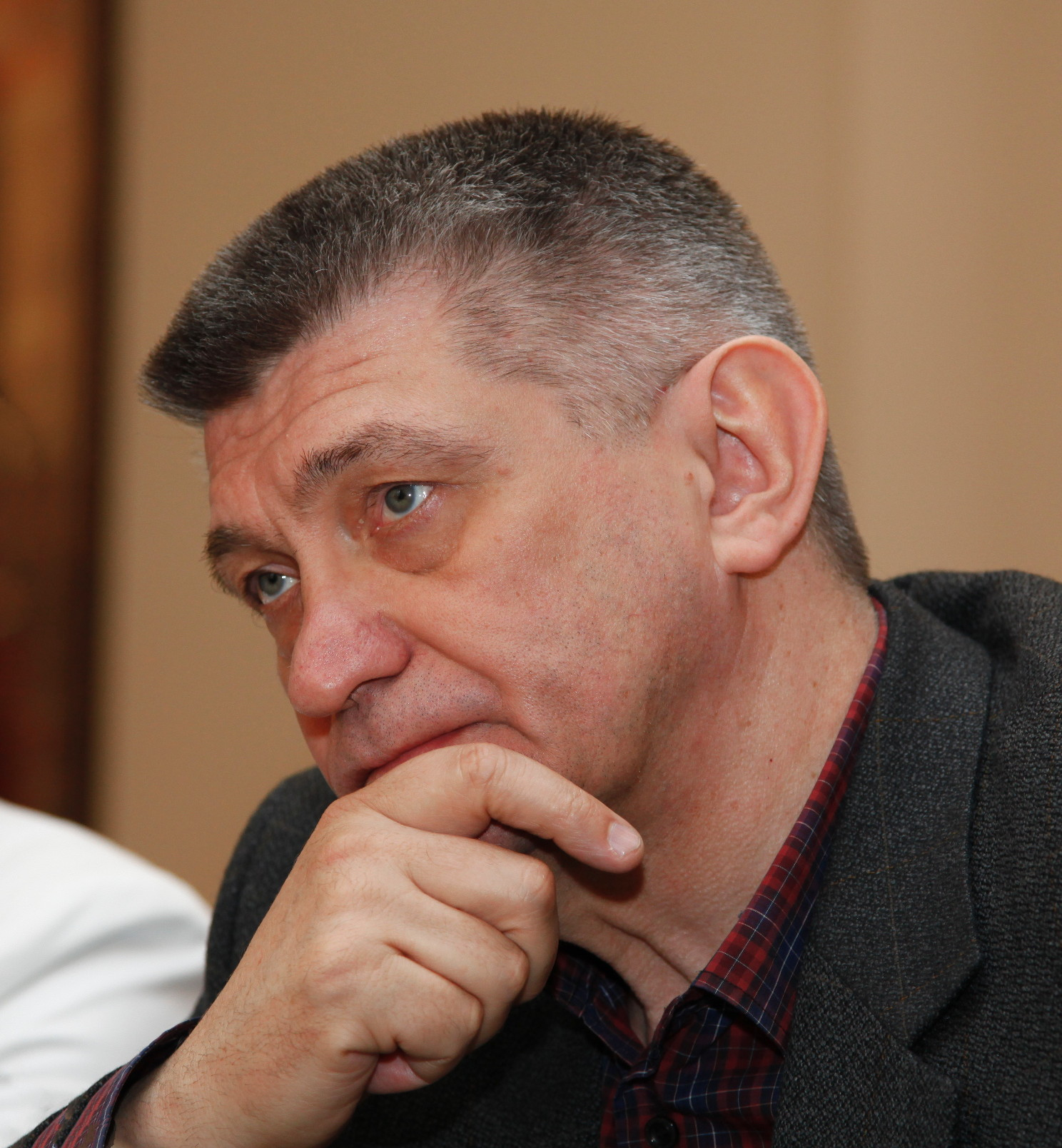
Режисер Олександр Сокуров

Фільм «Дні затемнення» Олександр Сокуров присвятив ленінградському лікареві — Людмилі Яківні Русиновій.
У фільмі переважно зайняті непрофесійні актори. Кінострічка знімалася весною-влітку 1988 року в місті Красноводськ (Туркменістан).
Як і в більшості робіт Олександра Сокурова, спочатку був знятий матеріал, а потім змонтований кінофільм виявився дуже сильно віддаленим не лише від літературного першоджерела, але і від кіносценарію (роботи Юрія Арабова). Втім, ніяких заперечень від братів Стругацьких не було.

### Знімальна група
- Автор сценарію — Юрія Арабова за участю Петра Кадочникова та Аркадія і Бориса Стругацьких
- Режисер-постановник — Олександр Сокуров
- Оператор — Сергій Юриздицький
- Композитор — Юрій Ханон
- Монтаж — Лєда Семенова
- Художник-постановник — Олена Амшинська
- Звукооператор — Володимир Персов
- Директор фільму — Тетяна Наумова

## Музика в кінофільмі

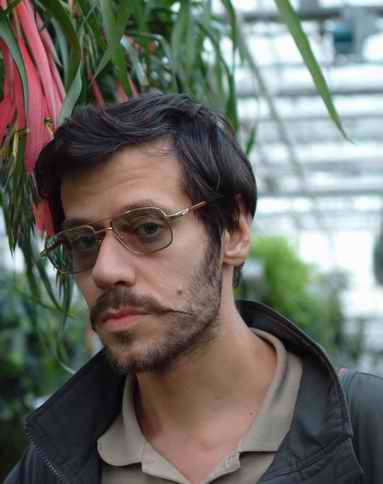
Автор музику до фільму Юрій Ханон

Музичне наповнення фільму «Дні затемнення», як і в усіх ранніх кінофільмах Сокурова, несе на собі найважливіше навантаження та складається з декількох різнорідних пластів, які є не стільки звуковим фоном, або оформленням, скільки носієм смислу й емоційним транслятором, важливим для сприйняття візуального підтексту кінострічки. Органічно і змістовно музика вплетена в зорові образи і наповнює їх стороннім (авторським) внутрішнім смислом. Ледве позбавлена звуку, «картинка» фільму різко «приземлюється» і починає сприйматися як звичайна хроніка забутої та покинутої глушини далекої радянської провінції.
З пропозицією написати музику до кінофільму «День затемнення» (робоча назва) режисер, А. М. Сокуров звернувся наприкінці 1987 року до молодого петербурзького композитора, тоді ще студента ленінградської консерваторії — Юрія Ханона. Це була не перша спроба спільної роботи режисера і композитора. Роком раніше Сокуров вже звертався до Юрія Ханона з пропозицією написати музику до фільму «Скорботна бездушність». Але тоді внаслідок різкої відмови студента працювати «оформлювачем картинок у кінематографі», співпраця не відбулася.
Описуючи композиторові бажану музику до «Днів затемнення», Сокуров висловив досить розпливчате побажання написати, серед іншого, «що-небудь» для акордеона. При цьому він наслідував своєму внутрішньому баченню, якою має бути музика з використанням цього інструменту. У результаті, результат — написана музика — перевершила всі очікування режисера:
…Ніколи раніше я не працював з композиторами так багато, і я був уражений його (прим. Юрія Ханона) розумінням поставленого завдання та винятковим, напрочуд чітким і точним результатом роботи — прямим попаданням у ціль. Усе — і оркестровка, і аранжування, і вибір інструментів — усе було зроблено з приголомшливою точністю й відповідністю із задумом. Думаю, що «звук» у фільмі, не менше ніж зорові образи, покликаний не стільки емоційно розбурхувати і струшувати глядача, скільки зайняти своє незалежне семантичне значення. Духовність фільму набуває себе — у звуці.— О. Сокуров. 26 вересня, 1988. — Журнал «Арс», № 12, 1988. Латвія.
Музична тема «Днів затемнення», що найбільше запам'ятовується, — політна, немов ширяюча над землею «вальсова» мелодія під дивною, на перший погляд, назвою: «Одна, окремо взята голова» з виконуючим соло акордеоном — є деякою формотворною смисловою аркою: вона звучить на початку (музичному пролозі) фільму, в середині і у фіналі. Смислова й емоційна насиченість музики значно перевершує власну звукову основу, внаслідок чого будь-який відеоряд, занурений у неї, сприймається абсолютно інакше, під іншою точкою зору, перетворюючись на окремий кіно-кліп. Вокальні соло виконував сам автор спотвореним голосом (фальцетом), що додатково посилювало ефект жорсткого, експресивного усунення і відсторонення фантасмагоричних картин світу, що гине, намальованих Сокуровим.
…Його музика до Днів затемнення і через десять років залишається новаторською і, страшно сказати, геніальною. Ю. Х. говорив, що писав цю музику не до сценарію і не до кінозображення, а до обличчя Сокурова. Тому перший — він же основний — музичний фрагмент був названий композитором «Одна, окремо взята голова». Епічний пафос «Днів затемнення» заданий саме інтонацією цього фрагмента. Камера ширяє в небі, крізь дитячі голоси проривається протяжний крик (це не баба кричить, а сам Ю. Х.) і стихає разом з ударом об землю. І починається музика…— Ірина Любарська. Новітня історія вітчизняного кіно.
Усі сцени фільму з музикою Ханона справляють сильне емоційне враження, і досить важко сказати, що в них переважає — музична або візуальна складова. Власне кажучи, музика Юрія Ханона виконує в цьому фільмі роль деякого колірного фільтру чи смислової призми, крізь яку глядач і сприймає відеоряд Сокурова.
…Невідоме раніше мені хвилювання випробовую, коли уявляю собі блискуче майбутнє зовсім ще молодого, але унікально талановитого композитора Юрія Ханіна, ленінградця. Наскрізна мелодія пластинки, як самотній голос, що живе в людині, нагадує про найбільший смуток роздумів про кінцівку життя і про велич натхненної талановитості — це фрагменти творів Ханіна до фільму «Дні затемнення».— О. Сокуров, анотація до пластинки «Самотній голос людини»
Поряд з музикою Ю. Ханона у фільмі присутні фрагменти з «раніше існуючої музики»: твори композиторів-класиків («Баркарола» з «Казок Гофмана» Жака Оффенбаха, фортепіанний романс Шумана Fis-dur Ор. 28 № 2), популярні пісні (російська народна пісня «Вийду на вулицю», версія пісеньки про трьох поросят) і середньоазійська народна музика. Ці, скажімо так, вставні номери (як в опері або балеті) також грають свою певну роль. Вони вносять у фільм елемент додаткового відсторонення, наслідуючи принцип контрастного зіставлення і запрошуючи глядача трохи розвіятися, «відвернутися» та поглянути на навколишні речі, навколишній світ, трохи поверхнево і узагальнено.

## Прокат
1-5 грудня 1988 року в Москві зі скандальним успіхом були проведені чотири симфонічних концерти композитора Юрія Ханона «Музика собак», приурочених до прем'єрних днів фільму.
Трьома місяцями пізніше (у лютому 1989) аналогічна акція була проведена також і в Свердловську.

## Нагороди та номінації
| Список нагород та номінацій           | Список нагород та номінацій | Список нагород та номінацій                                   | Список нагород та номінацій | Список нагород та номінацій | Список нагород та номінацій |
| Кінопремія                            | Рік                         | Категорія                                                     | Номінант(и)                 | Результат                   |                             |
| ------------------------------------- | --------------------------- | ------------------------------------------------------------- | --------------------------- | --------------------------- | --------------------------- |
| Премія Європейської кіноакадемії      | 1988                        | Найкращий молодий фільм                                       | Дні затемнення              | Номінація                   |                             |
| Премія Європейської кіноакадемії      | 1988                        | Спеціальний приз журі за найкращу музику до фільму            | Юрій Ханон                  | Перемога                    |                             |
| Берлінський міжнародний кінофестиваль | 1989                        | Приз Міжнародної Католицької організації в царині кіно (OCIC) | Дні затемнення              | Перемога                    |                             |
| Премія «Ніка»                         | 1989                        | Найкраща музика                                               | Юрій Ханон                  | Номінація                   |                             |
| Премія «Ніка»                         | 1989                        | Найкращий звук                                                | Володимир Персов            | Перемога                    |                             |